# Feldstetten
Feldstetten ist ein Stadtteil von Laichingen im Alb-Donau-Kreis in Baden-Württemberg.
Der Stadtteil Feldstetten liegt an der Bundesstraße 28 auf der Schwäbischen Alb zwischen Bad Urach und Blaubeuren. Diese West-Ost-Verbindung war bereits früher die Grundlage für die Entwicklung des Ortes. Die Einrichtung der Poststation im Jahre 1810 im heutigen Hotel/Gasthof Post brachte einen wirtschaftlichen Aufschwung für die zahlreichen Gastwirte, die sich durch die günstige Straßenlage angesiedelt hatten.

## Geschichte
Urkundlich erwähnt wurde Feldstetten erstmals im 12. Jahrhundert. In den früheren Jahrhunderten beruhte die Wirtschaftskraft des Dorfes im Wesentlichen auf der Landwirtschaft, der Hausweberei und den zahlreichen Gastwirtschaften.
Feldstetten gehörte ab 1808 zum Oberamt Münsingen. 1876 hatte es insofern Glück im Unglück, als es unmittelbar vor einem Großbrand an die Albwasserversorgung angeschlossen worden war. Mit einem kleinen Teil des alten Landkreises Münsingen kam es bei der Kreisreform am 1. Januar 1973 zum Alb-Donau-Kreis. Im Zuge der Gemeindereform verlor der Ort schließlich seine Selbstständigkeit und wurde zum 1. Januar 1975 ein Teil von Laichingen.

## Religion
Kirchlich war Feldstetten ursprünglich Filial von Laichingen mit einer gotischen Kirche zum Heiligen Gallus. 1453 wurde eine eigene Pfarrei begründet, das Patronat blieb beim Kloster Blaubeuren. In Württemberg wurde 1534 die Reformation eingeführt, auch in Feldstetten. Nach dem Dreißigjährigen Krieg jedoch wurde der Ort kurz von Laichingen aus versorgt und erst 1653 wieder eine eigene Pfarrei. Ab Herbst 2020 fällt jedoch im Zuge des stellensparenden „Pfarrplans“ die Pfarrstelle Feldstetten weg, die heutige evangelische Kirchengemeinde im Kirchenbezirk Bad Urach-Münsingen der Evangelischen Landeskirche in Württemberg wird dann von Laichingen aus betreut. Die katholischen Mitbürger sind ebenfalls nach Laichingen orientiert.

## Industrie und Gewerbe
Feldstetten ist bekannt für die Schuhproduktion. Aktuell gibt es in Feldstetten drei Gasthöfe, zwei davon besitzen dazu noch ein Hotel.
Von 1915 an war Feldstetten Militärstützpunkt. Nach einem durch das Königliche Württembergische Kriegsministerium errichteten Militärlager übernahm 1933 die Wehrmacht den Stützpunkt, um Soldaten auszubilden. Von Anfang der 1970er Jahre bis 21. Dezember 2007 befand sich in Feldstetten ein Gerätehauptdepot der Bundeswehr. Heute nutzt diese Fläche ein Kraftfahrzeugzulieferbetrieb.

## Bauwerke und Sehenswürdigkeiten
Die evangelische St.-Gallus-Kirche wurde 1737 erbaut, dabei wurde der gotische Chor des Vorgängerbaus mitverwendet. In ihm sind Wandmalereien aus dem 14. und 15. Jahrhundert zu sehen. Sie wurden erst 1895 entdeckt und 1898 restauriert. Der Künstler Walter Kohler entwarf 1936 ein Chorfenster mit biblischen Themen (Blindenheilung, reicher Jüngling, Auferweckung des Lazarus). 1999 folgte ein Farbfenster der Künstlerin Ursula Nollau aus (damals) Zwiefalten.

## Wappen
| Wappen von Feldstetten | Blasonierung: „Auf grünem Grund befinden sich zwei goldene Hafergarben und ein gestürzter Rechen.“ |
| Wappen von Feldstetten | Wappenbegründung: Die grüne Farbe soll die Landschaft der Schwäbischen Alb darstellen. Die Hafergarben weisen auf das in früherer Zeit meistangebaute Getreide in der Landschaft und dadurch auf die landwirtschaftliche Prägung des Ortes Feldstetten hin. |